# リラ (ブルガリア)
座標: 北緯42度8分 東経23度8分 / 北緯42.133度 東経23.133度

リラ
Рилаリラ ブルガリア内のリラの位置

リラ（ブルガリア語: Рѝла / Rila、[ˈriɫɐ]）はブルガリア西部の町、およびそれを中心とした基礎自治体。キュステンディル州に属する。UNESCOの世界遺産であるリラ修道院がある。

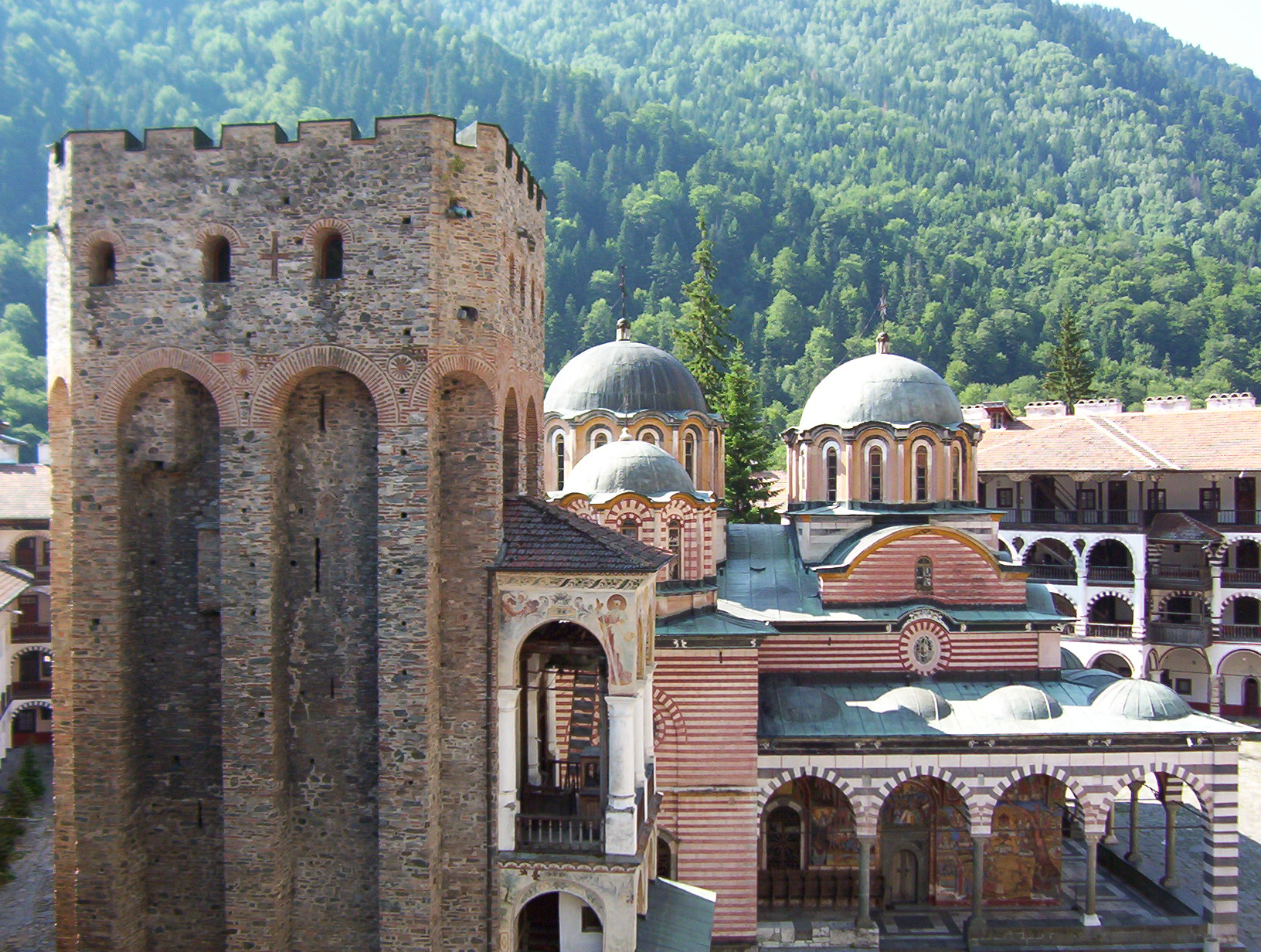
リラ修道院

## 歴史
かつては古代ギリシア人や古代ローマ人が居住しており、スポルテラ（Sportela）、ロリゲラ（Roligera）などの呼称で呼ばれていた。14世紀、リラの村はリラ修道院の所有となり、イヴァン・シシュマンによってドリスカ（Driska）と呼ばれた。後にオスマン帝国の支配下となり、1576年のオスマン帝国の徴税所の文書ではイリレ（İrlie）として記されている。

## 地理
リラの町はリラ山脈のふもとの山岳地帯にあり、リラ修道院から20キロメートル、ドゥプニツァから34キロメートル、キュステンディルから65キロメートルである。
リラ自治体の域内には2000メートルを超える複数の峰があり、リレツ（2,731 m、Рилец / Rilets）、ヨシフィツァ（2,697 m、Йосифица / Yosifitsa）、カナラタ（2,619 m、Канарата / Kanarata）、ズリヤ・ザプ（2,678 m、Злия Заб / Zliya Zab）、カリン（2,667 m、Калин / Kalin）、エレニン・ヴルフ（2,654 m、Еленин Връх / Elenin Vrah）、ツァレフ・ヴルフ（2,378 m、Царев Връх / Tsarev Vrah）などがある。また域内には28の湖もある。この地域は中世のブルガリア正教会の聖堂や修道院が多く集まる。

## 町村
リラ基礎自治体（Община Рила）には、その中心であるリラをはじめ、以下の町村（集落）が存在している。
- Падала
- Пастра
- Рила
- Рилски манастир（リラ修道院）
- Смочево